# Arrangement de Strasbourg concernant la classification internationale des brevets
L'Arrangement de Strasbourg concernant la classification internationale des brevets (ou CIB ), également connu sous le nom d'Accord CIB, est un traité international qui a établi une classification commune pour les brevets d'invention, les certificats d'inventeur, les modèles d'utilité et les certificats d'utilité, connue sous le nom de « Classification internationale des brevets " (CIP). 
Le traité a été signé à Strasbourg, en France, le 24 mars 1971, il est entré en vigueur le 7 octobre 1975  et a été modifié le 28 septembre 1979. L'accord et la déclaration certifiée ont été enregistrés par l'Organisation mondiale de la propriété intellectuelle le 28 février 1980. 
Les États parties à la Convention de Paris pour la protection de la propriété industrielle (1883) peuvent devenir parties à l'Arrangement de Strasbourg.  En avril 2023, l'Arrangement de Strasbourg comptait 65 parties contractantes. Le Saint-Siège, l'Iran et le Liechtenstein ont signé l'Accord en 1971 mais ne l'ont pas ratifié. 